# Herceg Novi
Herceg Novi er en by, som ligger i Montenegro ved foden af Orjen-bjerget (1.895 m. højt) og ved indgangen til en af de kønneste bugter i verden: Boka Kotorska-bugten.
Byen blev grundlagt i 1382 af den bosniske konge Tvrdko 1. Kotromanić, som døbte den Sveti Stefan (St. Stefan). Byen er en af de yngste ved Adriaterhavet, og den har haft flere navne: Novi, Castrum Novum, Castel Nuovo mm. Det nuværende navn fik byen under herskeren Herceg Stjepan Vuksić Kosača, hvor byen oplevede sin største blomstring og fremgang.
Tyrkerne besatte byen i 1482 og med en kort afbrydelse fra 1538-1539, hvor den var under spanierne, herskede tyrkerne i næsten 200 år til 1687.
Efter den periode var der mange nationaliteter og civilisationer, som skiftevis var i byen, og alle efterlod dybe spor i historien, kulturen og udviklingen.
Østrigerne herskede over byen til 1806, og efter dem blev magten overtaget af russerne til 1807, derefter franskmændene til 1814. I en lille periode fra 1813 til 1814 blev magten overtaget af den midlertidige regering af Montenegro og Boka Kotorska, men siden 1814 og til 1918 var byen under Østrig-Ungarn.
Derefter blev byen del af Kongeriget af Serbere, Kroater og Slovenere. Efter Jugoslaviens kapitulation i 1941 blev byen okkuperet af italienerne og derefter af tyskerne, som blev her, til byen blev befriet den 28. oktober 1944 og blev en del af Jugoslavien.